# Johanna Kantola
Johanna Kantola (Finlandia, 24 de junio de 1977) es profesora en Estudios de Género y Política en la Universidad de Helsinki, además de haber proporcionado el primer análisis en profundidad de los partidos políticos en Finlandia desde una perspectiva de género, Los actores feminizados o las instituciones masculinas, género, poder y política de los partidos en Finlandia (2012- 2018).

## Formación profesional
Asimismo, es miembro del Comité de Gestión (2013-2017) – COST Action IS1209 ProsPol Comparando Las Políticas de Prostitución Europeas entendiendo las Escalas y las Culturas del Gobierno. También cuenta con el cargo de directora de CoG del Consejo Europeo de Investigación (ERC) (2018-2023) Género, política y democracia de los partidos en Europa, junto a Ville Kainulainen y Milja Saari. Por otro lado, se encuentra en la dirección del Proyecto de Investigación financiado por la Academia de Finlandia: género, poder y corporativismo y es miembro de la junta de la Coalición de Asociaciones de Mujeres de Finlandia (NYTKIS). Vicepresidenta del Consejo de Igualdad de Género (TANE). Johanna Kantola obtiene el doctorado en Política en la Universidad de Bristol en el año 2004. Posteriormente, lleva a cabo una investigación postdoctoral ESRC en la Universidad Bristol en el año 2005.

## Líneas de investigación
Dentro del campo de la investigación, Kantola, como politóloga se centra en estudios de género, relacionándolos a su vez con los elementos de Poder, Partidos e Instituciones; así como con Políticas y Maquinarias de Igualdad de Género. Sus estudios abarcan dentro de esta línea de investigación principalmente en la situación en Finlandia, por un lado, y a mayor escala territorial en la Unión Europea. Además, con base en las líneas de su trabajo, se puede considerar la vinculación de dicha politóloga con la corriente feminista a nivel teórico, concretamente con el Feminismo Estatal, Representación e Interseccionalidad.

## Redes internacionales de investigación
Johanna Kantola destaca por sus estudios a nivel internacional formando parte de diversas redes de investigación al mismo nivel, entre las que es posible señalar: la Red de Investigación sobre Género, Gobernabilidad y Estado (RNGS); la Red Internacional de Feminismo e Institucionalismo (FIIN); Repensando la Representación Sustantiva de la Mujer (RWSR); Igualdad Multidimensional y Diversidad Democrática (DEMDI). Entre el 2007 y 2009 fue co-convocante del grupo permanente sobre Género y Política del Consorcio Europeo para la Investigación política (ECPR). Ese mismo año, forma parte de la Organización de la Primera Conferencia Europea de Política y Género, en la Universidad de la Reina de Belfast; y hasta el 2011 entra en la red de Investigación financiada por Nordforsk. Finalmente, en 2013 forma parte del Comité organizador del tercer (ECPG), en Barcelona.

## Trayectoria laboral
Profesora titular en el Departamento de Ciencias Políticas de la Universidad de Helsinki (2006-2008). Vicepresidenta y fundadora de la Asociación de Mujeres e Investigadoras de Helsinki (2006-2009). Profesora en el Departamento de Ciencias Políticas de la Universidad de Helsinki (2008-2009. Profesora titular de estudios de género en la Universidad de Jyväskylä (2011). Profesora de estudios de Género en la Universidad de Tampere (2017). Editora de la serie de libros sobre género y política en Palgrave Macmillam con Sarah Child. Investigadora académica en estudios de género en el Departamento de Filosofía, Historia, Cultura y Estudio de arte. puesto permanente como profesora titular en estudios de género (2012-2017). investigadora universitaria en el departamento de la universidad de Helsinki (2009-2011). directora de la academia de Finlandia (2016-2020) y del proyecto de investigación financiado por la Universidad de Helsinki (2015-2017), Género y poder en la corporación reconstruida de Finlandia.

## Publicaciones
Kantola, J. 2010. Gender and the European Union. Reino Unido: Palgrave.
Kantola, J. 2006. Feminist Theorize the State. Reino Unido: Palgrave.

## Colaboraciones
Celis, K.; Childs, S.; Kantola, J. y Krook, M.L. 2014. ‘’Constituyendo los intereses de las mujeres a través de reclamos representativos’’, en Política y Género, 10, (2):149-174. Emanuela Lombardo. 2016. ‘’Género y Análisis Político’’, Palgrave.
Georgiana, W; Celis , K. y Kantola. 2013. El manual de Oxford de género y política, Oxford University Press.
Kantola, J.; Norocel, C. y Repo, J. 2011. La violencia de género en los tiroteos escolares en Finlandia, en European Journal of Women’s Studies, 18, (2):183-197.
Kantola, J. y Squires, J. 2012. ¿Del feminismo estatal al feminismo de mercado?, en International Political Science Review, 33, (4): 382-400.
Nousiainen, K. y Kantola, J. 2009. Institucionalizar la interseccionalidad en Europa: introducir los temas, en la Revista Internacional Feminista de Política, 11, (4): 459- 477.

## Otras actividades
Del mismo modo, Johanna Kantola, lleva a cabo otras actividades entre las cuales es posible destacar las siguientes. En el año 2007, realiza la coedición del ‘’Volumen Changhing State Feminism’’, en Joyce Outchoom. Posteriormente, en 2009, Kantola dirige la edición y revisión de publicación en la Editorial Palgrave. Llegado el año 2014, dicha politóloga forma parte como miembro experto en la Red Europea de Expertos en Igualdad de Género (ENEGE). Del mismo modo, se encuentra en la Junta ISCH COST Action IS1209 (Comparación de las Políticas Europeas de Prostitución: Comprensión de las Escalas y las Culturas de Gobernanza) en el periodo 2012-2016. Siguiendo en la misma línea, hasta el año 2017, Kantola cuenta con el cargo de directora adjunta del programa de Género, Cultura y Sociedad. Por último, es necesario subrayar su puesto como miembro de la Junta en el Instituto Finlandés en Londres en el periodo 2013-2015.

## Premios
"Good Teacher Word’’ por la Facultad de Ciencias Sociales de Finlandia, en el año 2008.
Vuoden, Tasa-arvoteko, Helsinki, en el año 2015.
Premio Acedémico del Año por la Unión de Investigadores Universitarios y profesora de Finlandia, en el año 2009.

## Otras referencias
En el campo de Política y Género son destacables las siguientes referencias: Revista Internacional de Política Feminista; Política social; Revista Europea de Estudios de la Mujer; International Political Science Review. Asimismo, resaltan los Estudios legislativos; al ámbito de Género, Trabajo y Organización; Representación; y la Revista Británica de Política y Relaciones Internacionales; así como una serie de volúmenes editados internacionales. Su investigación sobre las teorías del estado feminista también ha sido reeditada en Mujeres, Género y Política.